# Main Course
Main Course (рус. игра слов: "Основное блюдо" официального или праздничного обеда, ужина, но и "Гвоздь программы" цирковой или эстрадной программы) — тринадцатый студийный альбом британской группы Bee Gees, вышедший летом 1975 года. Музыканты продолжили сотрудничество с лейблом RSO Records, продюсером, как и в прошлый раз, выступил Ариф Мардин. Это первая пластинка коллектива, на которой присутствуют песни в стиле диско — это направление предопределит жанровую составляющую группы на всю вторую половину 1970-х годов.

## Об альбоме
Перебравшись в США, братья приступили к записи в нью-йоркской студии Atlantic Records и в студии Criteria, расположенной в Майами, при этом общее звучание сместилось в сторону более танцевальных ритмов. Сведение осуществил инженер Карл Ричардсон, большое влияние на мелодии оказало раннее диско в карибском стиле, во многих композициях отчётливо слышен фальцет Барри Гибба, впоследствии принёсший группе большую популярность. Дизайн обложки разработал американский художник Дрю Стразен.
Если сравнивать альбом с предыдущими релизами Bee Gees, звук получился более технологичным, задействованы современные синтезаторы, во многих песнях чувствуется мощная линия баса (Блю Уивер создаёт этот эффект на клавишах, в то время как Морис Гибб — на бас-гитаре).
В американском чарте Billboard альбом поднялся до 14-й позиции. Три выпущенные отдельно сингла добились бо́льшего успеха: «Fanny (Be Tender with My Love)» — 12-е место, «Nights on Broadway» — 7-е, «Jive Talkin’» — 1-е. Песня «Come On Over» позже стала хитом в исполнении Оливии Ньютон-Джон.
В 1977 году пластинка была выпущена в СССР фирмой «Мелодия» под названием «Вокально-инструментальный ансамбль „Би Джиз“», и по опросу, проводившемуся газетой «Московский комсомолец», в итоговом хит-параде «Звуковая дорожка» 1978 года она заняла шестое место в номинации «Лучшие диски», набрав 317 читательских голосов, а песня «Певчая птица» была включена «Мелодией» в двойной сборник зарубежной эстрады «Радуга», вышедший в Советском Союзе в начале 1980 года.

## Список композиций
| №  | Название                         | Автор(ы)                             | Основной вокал     | Длительность |
| -- | -------------------------------- | ------------------------------------ | ------------------ | ------------ |
| 1. | «Nights on Broadway»             | Барри, Робин Гибб, Морис Гибб        | Барри и Робин Гибб | 4:32         |
| 2. | «Jive Talkin’»                   | Барри, Робин и Морис Гибб            | Барри Гибб         | 3:43         |
| 3. | «Wind of Change»                 | Барри и Робин Гибб                   | Барри и Робин Гибб | 4:54         |
| 4. | «Songbird»                       | Барри, Робин и Морис Гибб, Блю Уивер | Барри Гибб         | 3:35         |
| 5. | «Fanny (Be Tender with My Love)» | Барри, Робин и Морис Гибб            | Барри и Робин Гибб | 4:02         |

| №  | Название                | Автор(ы)                  | Основной вокал                | Длительность |
| -- | ----------------------- | ------------------------- | ----------------------------- | ------------ |
| 1. | «All This Making Love»  | Барри и Робин Гибб        | Барри и Робин Гибб            | 3:03         |
| 2. | «Country Lanes»         | Барри и Робин Гибб        | Робин Гибб (с участием Барри) | 3:29         |
| 3. | «Come On Over»          | Барри и Робин Гибб        | Барри и Робин Гибб            | 3:26         |
| 4. | «Edge of the Universe»  | Барри и Робин Гибб        | Барри и Робин Гибб            | 5:21         |
| 5. | «Baby as You Turn Away» | Барри, Робин и Морис Гибб | Барри Гибб                    | 4:23         |

## Участники записи
Приведены по сведениям базы данных Discogs.

| Bee Gees - Барри Гибб — ведущий и бэк-вокал, ритм-гитара - Робин Гибб — ведущий и бэк-вокал - Морис Гибб — бас-гитара, соло- и ритм-гитары, бэк-вокал | Bee Gees Band - Алан Кендалл — соло-гитара, слайд-гитара - Деннис Брайон — ударные, перкуссия - Блю Уивер — синтезатор, фортепиано, клавишные, вибрафон |

| Дополнительный персонал - Джо Фаррелл — тенор-саксофон - Дон Брукс — губная гармоника - Рэй Барретто — конга - Джин Орлофф — дирижёр струнной секции - Ариф Мардин — оркестровая аранжировка | Технический персонал - Ариф Мардин — музыкальный продюсер - Карл Ричардсон — звукорежиссёр, сведе́ние - Лью Хан — звукорежиссёр, сведе́ние - Джордж Пирос — мастеринг-инженер - Роберт Стигвуд — A&R-менеджер - Ахмет Эртегюн — A&R-менеджер - Эд Караефф — фотограф |

## Позиции в хит-парадах и сертификации
Еженедельные чарты
| Год       | Хит-парад                      | Высшая позиция | Пребывание в чарте |
| --------- | ------------------------------ | -------------- | ------------------ |
| 1975—1976 | Австралия (Kent Music Report)  | 29             | нет данных         |
| 1975—1976 | Испания (PROMUSICAE)           | 8              | нет данных         |
| 1975—1976 | Канада (RPM 100 Albums)        | 1              | 49 недель          |
| 1975—1976 | Новая Зеландия (RMNZ)          | 36             | 2 недели           |
| 1975—1976 | США (Billboard Top LPs & Tape) | 14             | 75 недель          |
| 1975—1976 | ФРГ (Offizielle Top 100)       | 29             | 2 недели           |

| Год  | Хит-парад                      | Позиция |
| ---- | ------------------------------ | ------- |
| 1975 | Канада (RPM Year-End)          | 25      |
|      |                                |         |
| 1976 | Канада (RPM Year-End)          | 8       |
| 1976 | США (Billboard Top 100 Albums) | 24      |

| Регион                                                      | Сертификация  | Продажи  |
| ----------------------------------------------------------- | ------------- | -------- |
| Канада (Music Canada)                                       | 2× Платиновый | 200 000^ |
| США (RIAA)                                                  | Золотой       | 500 000^ |
| ^ Данные о тиражах приведены только на основе сертификации. |               |          |